# Transformatives Lernen
Transformatives Lernen (nach Mezirow) stellt einen Prozess dar, bei dem durch kritische (Selbst-)Reflexion bereits bestätigte eigene Vorannahmen (Perspektiven, Denkweisen, Denkgewohnheiten) transformiert werden, um diese sowohl zu verändern als auch zu erweitern.
Im Zentrum der transformativen Lerntheorie steht demnach eine Perspektiventransformation.
Unterstützt wird dieser Prozess durch die aktive Teilnahme an Diskursen, bei der man mit Erfahrungen und Annahmen anderer konfrontiert wird und auf diese Weise seine eigenen Denkgewohnheiten und Deutungsmuster erweitern kann.
Die transformative Lerntheorie entstand in den 1970er Jahren in den USA und wurde in Kanada und Südamerika weiterentwickelt. Ihr bedeutendster Vertreter ist Jack Mezirow, der auch als Begründer dieser Theorie gilt. Die transformative Lerntheorie ist die bedeutendste Theorie, wenn es um das Lernen Erwachsener im angelsächsischen Raum geht, wurde bisher aber im europäischen Raum wenig rezipiert. Die Theorie basiert auf konstruktivistischen Annahmen und die Wurzeln der Theorie liegen im Humanismus und der Kritischen Theorie. Des Weiteren lassen sich Bezüge zum kommunikativen Handeln nach Habermas nachweisen.

## Grundlagen
Jeder Mensch besitzt individuelle Denkgewohnheiten und Denkweisen, die sich als Bedeutungsschemata und Bedeutungsperspektiven äußern und das tägliche Handeln beeinflussen.
Bedeutungsschemata (engl. meaning schemes bzw. points of view) bezeichnen spezifisches Wissen, Überzeugungen, Werturteile und Empfindungen, die sich in der Interpretation einer Erfahrung niederschlagen.
Die Bedeutungsperspektiven (engl. meaning perspectives bzw. habits of mind) sind den Bedeutungsschemata übergeordnet und bezeichnen ein Bündel an gewohnheitsmäßigen Erwartungen/Vorannahmen, die unsere Wahrnehmung und das Verstehen bestimmen und somit die Interpretationen einer Erfahrung beeinflussen.
Zusammen bilden die Bedeutungsschemata und -perspektiven den Referenzrahmen (engl. frame of reference) für unsere Interpretationen sowie Deutungen. Solche Referenzrahmen werden durch Sozialisationsprozesse erworben und im Laufe des Lebens durch Transformationen erweitert bzw. verändert. Ausgangspunkt für eine Perspektiventransformation ist ein desorientierendes Dilemma, das durch Tod, Krankheit, Scheidung, Ereignisse im Berufsleben, Ruhestand und Misserfolge, aber auch durch weniger einschneidende Erlebnisse wie eine Diskussion, ein Buch, ein Gedicht oder ein Gemälde ausgelöst werden kann.  Bestehende Bedeutungsschemata geraten dadurch an ihre Grenzen, werden transformiert oder es werden neue Schemata gebildet.
Im Idealfall weist der Transformationsprozess nach Mezirow zehn Phasen auf:
1. Auftreten eines desorientierenden Dilemmas
2. Selbstprüfung mit Schuld- und Schamgefühlen
3. Kritische Bewertung der epistemischen, gesellschaftlichen oder psychischen Annahmen
4. Erkenntnis, dass die eigene Unzufriedenheit und der Transformationsprozess weit verbreitet sind und dass auch andere Personen eine ähnliche Veränderung bewältigt haben
5. Suche nach Optionen für neue Rollen, Beziehungen und Handlungen
6. Planung einer Handlungsweise
7. Aneignung von Wissen und Fähigkeiten zur Durchführung der eigenen Pläne
8. Ausprobieren neuer Rollen
9. Entwicklung von Fähigkeiten und Selbstvertrauen für neue Rollen und Beziehungen
10. Wiederaufnahme des eigenen Lebens aufgrund der von den neuen Perspektiven bestimmten Bedingungen[6]

Zusammengefasst lässt sich sagen, dass es sich beim transformativen Lernprozess um einen bewussten Prozess handelt, der mit einem Dilemma beginnt und durch kritische Reflexion weiterentwickelt wird.

## Lernbegriff
Lernen kann nach Mezirow als „Schaffung von Bedeutung“ umschrieben werden. Jeder Erfahrung, die ein Mensch macht, versucht er einen Sinn oder einen Zusammenhang zuzuschreiben. Er nimmt somit eine Interpretation des Geschehenen vor, um dem Ereignis eine Bedeutung zu geben. Diese Bedeutungen wiederum spiegeln sich in den Bedeutungsschemata und -perspektiven wider, welche das Denken, Handeln und Fühlen bestimmen und zugleich unsere Interpretationen einer neuen Situation beeinflussen. Diese Schemata und Perspektiven sind es auch, die durch neue Erfahrungen gestärkt werden oder ins Wanken geraten.

### Vier Formen des Lernens
Mezirow unterscheidet demnach vier Formen des Lernens:
1. Lernen anhand bestehender Bedeutungsschemata
2. Erlernen neuer Bedeutungsschemata
3. Lernen durch die Transformation von Bedeutungsschemata
4. Lernen durch die Transformation von Bedeutungsperspektiven[8]

Beim Lernen anhand bestehender Bedeutungsschemata wird Wissen innerhalb eines bestehenden Bezugsrahmens hinzugewonnen, wobei die Bedeutungsschemata ausdifferenziert und verfeinert werden. An der Interpretationsweise der Welt ändert sich jedoch nichts, da die Bedeutungsperspektiven unverändert bleiben.
Beim Erlernen neuer Bedeutungsschemata findet eine Erweiterung des Anwendungsbereiches vorhandener Bedeutungsperspektiven statt, wobei die Bedeutungsperspektiven nicht verändert, sondern gestärkt werden. Auch hier bleibt der Handlungsrahmen erhalten, es treten nur weitere Schemata hinzu, die eine Perspektive stützen. Bei diesen beiden Formen des Lernens findet keine Transformation statt, nur die beiden letztgenannten Lernformen werden im klassischen Sinne dem Transformativen Lernen zugeschrieben.
Beim Lernen durch Transformation von Bedeutungsschemata werden die bestehenden Schemata verändert, indem etwas hinzugefügt wird oder verschiedene Schemata kombiniert werden. Bestehende Schemata werden aufgebrochen und durch neue ersetzt bzw. erweitert. Verändern sich Bedeutungsschemata grundlegend, kann sich dies auf die Bedeutungsperspektive auswirken und diese ebenfalls verändern.
Das Lernen durch Transformation von Bedeutungsperspektiven ist nach Mezirow die „bedeutendste Art emanzipatorischen Lernens“  und bedarf einer kritischen Reflexion der eigenen Denkweise darüber, wie man zu seinen Bedeutungen kommt und seine Erfahrungen interpretiert. Bei einer solchen reflexiven Art des Denkens werden die Bedeutungsperspektiven infrage gestellt und verändert. Erst durch die reflexive Transformation der Bedeutungsschemata und -perspektiven wird Lernen transformativ.

## Zentrale Elemente
Zentrale Elemente für diese Form des Lernens sind Erfahrung, kritische Reflexion und rationaler Diskurs.

### Erfahrung
Menschen lernen, indem sie versuchen, die Wirklichkeit zu interpretieren und ihren Erfahrungen Bedeutungen zuzuschreiben. Erfahrungen bilden somit den Ausgangspunkt des Lernprozesses. Von den Erfahrungen hängt es zum einen ab, welche Perspektiven man gebildet hat, und zum anderen bilden sie die Grundlage für den Dialog und die Reflexion.

### Rationaler Diskurs
Der rationale Diskurs ist die soziale Komponente. Durch Diskurs treten Menschen in Kontakt mit ihrer Außenwelt und tauschen individuelle Erfahrungen aus und werden angeregt, ihre eigenen Bedeutungsschemata zu hinterfragen und auf ihre Gültigkeit hin zu überprüfen. Der Dialog regt das Nachdenken über Interpretationen an und begünstigt somit die kritische Reflexion.

### Kritische Reflexion
Durch kritische Reflexion werden feste Überzeugungen und Referenzsysteme hinterfragt. Sie dient in erster Linie der Kritik und Neubewertung der „Zweckdienlichkeit des früher Gelernten“. Mezirow unterscheidet dabei drei verschiedene Formen der Reflexion, die sich auf den Inhalt (was gedacht, wahrgenommen und gefühlt wird), den Prozess (wie gehandelt und wie dieses Handeln wahrgenommen wird) und die Prämissen (Vorannahmen: warum etwas so und nicht anders wahrgenommen wird) beziehen.  Die Reflexion der Prämissen ist dabei die umfassendste Form der Reflexion, da die Annahmen, wie die Welt gedeutet wird, hinterfragt werden.

## Kritik
Mezirows Theorie ist längst nicht mehr auf diesem Stand stehen geblieben, weshalb die transformative Lerntheorie auch als eine prozessorientierte Theorie bezeichnet wird, da sie sich ständig weiterentwickelt. Es kann deshalb laut Cranton/Taylor nicht mehr von dem Ansatz des transformativen Lernens gesprochen werden, sondern es existieren verschiedene Ansätze, welche die Rolle unterschiedlicher Elemente (Emotionen, Lernsettings, Theorien) in den Fokus rücken. Ein Ansatz stammt von Ed O’Sullivan, der kritisiert, dass der Mezirow’sche Ansatz zu stark die individuellen Prozesse in den Mittelpunkt rücke und die kollektiven vernachlässige. Für eine kritische, zukunftsfähige Gesellschaft sei es notwendig, kollektive Lernprozesse zu steuern und kritisch zu unterstützen.
Weitere Kritik wurde von Vertretern wie Taylor, Cranton oder Dirkx an der Überbetonung der Rationalität und der kritischen Reflexion geübt, was aus ihrer Sicht zu einer Vernachlässigung der Rolle des Unterbewussten und der Emotionen führe.